# Resolution 854 des UN-Sicherheitsrates
Die Resolution 854 des UN-Sicherheitsrates ist eine Resolution, die der Sicherheitsrat der Vereinten Nationen in seiner 3261. Sitzung am 6. August 1993 einstimmig beschloss. Nach Bekräftigung der Resolution 849 (1993), die den Einsatz von Militärbeobachtern betrifft, wenn eine Waffenruhe zwischen Abchasien und Georgien eingehalten wird, stellte der Rat fest, dass ein Waffenstillstand unterzeichnet wurde, und billigte eine Entsendung von 10 Militärbeobachtern in das Gebiet, um die Umsetzung des Waffenstillstands zu beobachten.
Das Mandat des Teams von militärischen Beobachtern würde nach drei Monaten auslaufen, wobei der Rat in Erwägung zieht, dass das Vorausteam in eine Beobachtermission der Vereinten Nationen einbezogen würde, wenn eine solche eingerichtet würde. Ein Bericht des Generalsekretärs Boutros Boutros-Ghali wurde über die vorgeschlagene Einrichtung einer Beobachtermission erwartet, einschließlich ihrer finanziellen Kosten und eines Zeitrahmens und des geplanten Abschlusses der Operation. Die Beobachtermission der Vereinten Nationen in Georgien wurde mit der Resolution 858 eingerichtet.